# تمرد 12 جيرمينال السنة الثالثة
تمرد 12 جيرمينال (الشهر السابع من تقويم الجمهورية الفرنسية)، السنة الثالثة هو ثورة شعبية في باريس في الفاتح من أبريل 1795 ضد سياسات مؤتمر تيرمودورين. أجج الفقر والجوع، اللذان نتجا بعد التخلي عن الاقتصاد المتحكم به بعد تفكيك الحكومة الثورية خلال رد فعل ترميدورين، الثورة.

## الأسباب
أثار التخلي عن الاقتصاد المتحكم به كارثةً اقتصادية مخيفة. ارتفعت الأسعار وانخفض سعر الصرف. حُكم على الجمهورية بتضخم هائل وتدمير لعملتها. في تيرمودور، السنة الثالثة، كان الأسيانت يساوي أقل من 3 بالمئة من قيمته الاسمية. لم يقبل الفلاحون ولا التجار أي شيء سوى النقد. كانت الكارثة سريعةً جدًا لدرجة أن الحياة الاقتصادية بدت وكأنها توقفت.
أدت العقبات التي لا يمكن التغلب عليها والتي أثارتها إعادة تأسيس الحرية الاقتصادية قبل الأوان إلى جعل الحكومة في حالة ضعف شديد؛ تفتقر إلى الموارد، وأصبحت غير قادرة على الإدارة تقريبًا، وتسببت الأزمة في مشاكل كادت أن تؤدي إلى انهيارها. بدأ الجمهوريون الفرنسيون المتطرفون، الذين سمحوا دون جدوى بحظر اليعاقبة، بالندم على نظام السنة الثانية، بعد أن أصبحوا هم أنفسهم بدون عمل وبدون طعام. اتهم الثيرميدوريون المونتاناردز بدفعهم إلى الثورة في حالة يأس.
في 17 مارس اشتكى وفد من فاوبورجس سان مارسو وسان جاك: «نحن على وشك الندم على كل التضحيات التي قدمناها من أجل الثورة». مُرر قانون الشرطة الذي ينص على عقوبة الإعدام لاستخدام لغة التحريض. وُزعت الأسلحة على المواطنين الصالحين، وهم النواة المخلصة للحرس الوطني.

## التمرد
في 12 جرمينال (1 أبريل)، أوقفت جلسة المؤتمر حشد غزا الغرفة بصراخ «خبز! خبز!» وخلق ضجة مطولة. فرض فانيتش، رئيس قسم الاستشهاد، الصمت وطالب بتطبيق دستور 1793، وتدابير للتعامل مع نقص الغذاء، وإطلاق سراح الوطنيين المسجونين. وأخيرًا، سمحت المظاهرة لأنفسهم بإقناعهم، من قبل مونتانياردز أنفسهم، بالسير بالقرب من العارضة وإخلاء الغرفة. في الواقع، من المستحيل الحديث عن تمرد نظمته الأقسام. عبّر اثنان منهم، في الواقع، في خطاب محترم، عن أنفسهم بنفس التأثير الذي كان للثرميديوريين. لذلك من الواضح أن الحركة لم يكن لديها قادة جديرون بالاسم، وأن المحرضين، الذين انطلقوا في الخطب، لم يتمكنوا من إعادة بناء الفرق التي كانت في الماضي تضمن نجاح الأيام. لم يكن المتظاهرون مسلحين. تمكنوا من صد الشغب بسهولة، ولكن عندما ظهر الحرس الوطني للأقسام الغربية، بقيادة ميرلين دي تيونفيل، انسحبوا دون إبداء أي مقاومة. ومع ذلك، كانت المدينة تغلي بشكل خطير. أعلن قسما البانثيون والاستشهاد أنهم في جلسة انعقاد دائم؛ عندما ذهب أوغويه وبينير إلى مقرهما، قُبض على الأول وأصيب الثاني بطلقة. في الثالث عشر، استمر التحريض في كانز-فانت. في الليلة السابقة، وضعت الاتفاقية باريس تحت الأحكام العرفية وأعطت قيادة المدينة إلى بيشيغرو، الذي تصادف وجوده في ذلك الوقت، مع وضع ميرلين دو ثيرفيل وباراس لمساعدته.

## رد الفعل
كانت النتيجة الرئيسية للتمرد تسريع رد الفعل السياسي. صوتت الجمعية على الفور على ترحيل بارر وكولو وبيليو فارين وباريري إلى غيانا. قُبض على 8 من مونتاجنيس بارزين بما في ذلك آمار وليونارد بوردون وكامبون ورينيه ليفاسور وماينيت وليكونتر وثوريوت، الذين كانوا قادة مبكرين لرد فعل ترميدورين، وهو مؤشر على مدى عزم الجمعية على التراجع عن الماضي. انخفض مستوى للقمع على الثوريين المتطرفين. أعلنت حالة الحصار في باريس واعتقل العديد من قادة جيرمنال. وتحت ضغط الأقسام، أمرت الجمعية، في 10 أبريل، بنزع سلاح جميع من كان له دور بارز في عهد الإرهاب في باريس والمقاطعات. ويقدر أن حوالي 1600 ثوري متطرف فقط تأثروا بالإجراء في باريس. وفي المقاطعات، كان المرسوم المؤرخ 10 أبريل إشارة في كثير من الأحيان لاعتقال ومحاكمة الإرهابيين السابقين. في ليون والجنوب الشرقي، ربما ساعدت في تفجير مذابح السجن التي حددت الضحايا فيها.